# Malkerns
Malkerns – miasto w Eswatini; w dystrykcie Manzini; 9724 mieszkańców (2019).
W okolicach miasta uprawia się ananasy i trzcinę cukrową, również rozwinęła się produkcja wyrobów zdobniczych i użytkowych.